# Paraperioculodes belgicae
Paraperioculodes belgicae is een vlokreeftensoort uit de familie van de Oedicerotidae. De wetenschappelijke naam van de soort is voor het eerst geldig gepubliceerd in 1949 door Ruffo.